# 헤카베 (비극)

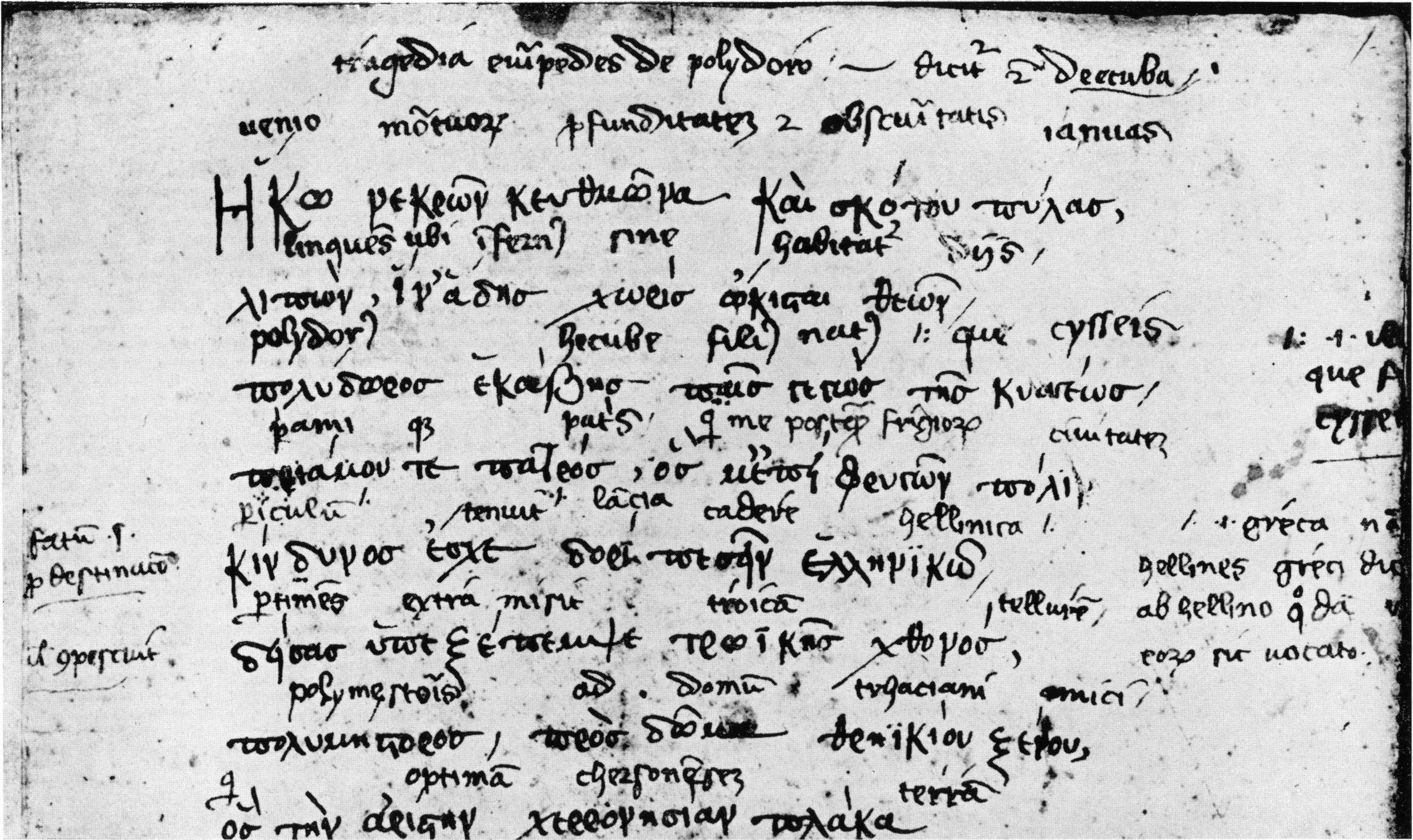

《헤카베》(고대 그리스어: Ἑκάβη, Hēkabē)는 에우리피데스가 기원전 424년에 쓴 고대 그리스 비극 작품이다.
트로이 전쟁 당시 왕이었던 프리아모스(Priamos)의 아내. 전쟁의 패배 이후 오디세우스(Odysseus)의 노예가 된다. 항해 도중 헤카베는 막내 아들 폴리도로스가 머무는 폴리메스토르의 왕국을 지나게 되는데, 이때 헤카베의 비통하고 절절한 호소에 오디세우스는 헤카베가 아들과 여생을 보낼 수 있도록 그녀를 배에서 내려준다. 그러나 그곳에서 유일하게 남은 핏줄 폴리도로스마저 폴리메스토르에 의해 살해당했음을 안 헤카베는 그를 유인해 두 눈을 뽑아 복수한 뒤 피눈물을 흘리며 절규한다.

## 배경
그리스 비극 시인 에우리피데스는 트로이 전쟁 이후 트로이의 왕비 헤카베에게 계속되는 불행을 그렸다. 프리아모스 왕과 사이에서 50명의 자녀를 두었건만 전쟁은 헥토르를 비롯해 그녀의 아들딸을 대부분 앗아 갔다. 딸 폴릭세네는 그리스군에 의해 아킬레우스의 혼을 달래기 위한 희생 제물로 바쳐지고, 살아남은 딸 카산드라는 신전에서 범해진 뒤 아가멤논의 손에 떨어진다. 게다가 막대한 황금과 함께 친구였던 폴리메스토르에게 맡겼던 막내아들의 시신이 트라키아 해안에 떠오르며 헤카베의 마지막 희망마저 사라져 버린다. 헤카베는 어제의 적이었던 아가멤논에게 폴리메스토르에 대한 복수를 청원한다.
헤카베는 폴리메스토르의 자녀들을 살해하고 그를 유인해 눈을 찌름으로써 아들의 죽음에 복수한다. 폴리메스토르는 헤카베는 물론 그녀의 편에 선 아가멤논에게 저주를 퍼붓는다. 그녀의 마지막 살아남은 딸 카산드라와 아가멤논이 아테네에서 클리타임네스트라에게 살해될 것이라는 내용이다.
헤카베는 절규하면서 자신을 구해 줄 신이 어디 있는지 묻는다. “어디로 가야 안전하지? 날 구해 줄 신은 어디 있지? … 이 세상에서의 삶은 더 이상 의미 없어!” 코로스장은 트로이인들에게 떨어진 재앙을 신들 탓으로 돌린다. “신들로부터 재앙의 돌풍이 몰아쳤어. 내 조국과 프리아모스의 백성들 머리 위에 무서운 고통이 끓어올랐어!” 에우리피데스는 전쟁의 참화 속에 모든 것을 잃고 고통 아래 신음하는 존재의 덧없음을 드러내면서 헤카베의 목소리를 빌려 진정한 정의란 무엇인지 또한 신은 어디 있는지 묻고 있다.

## 등장 인물
- 폴뤼도로스의 혼백
- 헤카베 - 폴뤼도로스의 어머니, 트로이아의 전 왕비
- 코러스 - 포로로 잡힌 트로이아의 여인들
- 폴뤽세네 - 헤카베의 딸
- 오뒷세우스 - 이타카 왕, 그리스군 장수
- 탈튀비오스 - 그리스군 전령
- 헤카베의 하녀
- 아가멤논 - 뮈케네(미케네) 왕, 그리스군 총사령관
- 폴뤼메스토르 - 트라케 왕
- 장군들의 수행원들
- 폴리메스토르의 수행원들
- 폴리메스토르의 두 아들

## 참고 문헌
- 에우리피데스, 천병희 역, 『에우리피데스 비극 전집 1』205~260쪽, 도서출판 숲, 2009.

1. ↑    본 문서에는 지식을만드는지식에서 CC-BY-SA 3.0으로 배포한 책 소개글 중  "헤카베" 의 소개글을 기초로 작성된 내용이 포함되어 있습니다.